# 2003년 로스앤젤레스 영화 비평가 협회상
제29회 로스앤젤레스 영화 비평가 협회상은 2004년 1월 7일에 열린 시상식이다.

## 수상 및 후보

### 작품상
- 아메리칸 스플렌더

### 감독상
- 반지의 제왕 3 - 왕의 귀환 - 피터 잭슨 수상

### 남우주연상
- 사랑도 통역이 되나요? - 빌 머레이 수상

### 여우주연상
- 21 그램 - 나오미 왓츠 수상

### 남우조연상
- 성 안에 갇힌 사랑 - 빌 나이 수상
- 러브 액츄얼리 - 빌 나이 수상

### 여우조연상
- 모래와 안개의 집 - 쇼레 아그다쉬루 수상

### 각본상
- 아메리칸 스플렌더 - 샤리 스프링어 버먼 수상
- 아메리칸 스플렌더 - 로버트 풀치니 수상

### 촬영상
- 진주 귀걸이를 한 소녀 - 에두아르도 세라 수상

### 미술상
- 반지의 제왕 3 - 왕의 귀환 - 그랜트 메이저 수상

### 음악상
- 벨빌의 세 쌍둥이 - 베누아 샤레스 수상

### 외국어영화상
- 기차를 타고 온 남자 - 빠트리스 르꽁트 수상

### 다큐멘터리상
- 포그 오브 워 - 에롤 모리스 수상

### 애니메이션상
- 벨빌의 세 쌍둥이 - 실뱅 쇼메 수상

### 독립영화상
- 픽션의 몰락 - 팻 오닐 수상
- 로스 엔젤레스 플레이스 잇셀프 - Thom Andersen 수상

### 신인상
- 사랑도 통역이 되나요? - 스칼릿 조핸슨 수상

### 공로상
- 로버트 알트만 수상